# Fascia crural
Le fascia crural (ou aponévrose jambière) est une structure fibreuse du membre inférieur qui forme la gaine fasciale superficielle de la jambe.

## Description
Le fascia crural enveloppe les muscles de la jambe sauf au niveau de la face médiale du tibia où il se confond avec son périoste.
En haut, et en arrière il est formé par le prolongement du fascia lata et du fascia poplité. A l'avant il s'insère sur la patella et le ligament de la patella.
Sur les côtés, il s'attache aux condyles latéral et médial du tibia et à la tête fibulaire.
En bas il se poursuit par les fascias du pied.
Il reçoit latéralement une expansion du tendon du muscle biceps fémoral, et médialement des tendons des muscles sartorius, gracile, semi-tendineux et semi-membraneux.
Il est épais et dense dans la partie supérieure et antérieure de la jambe, et donne attache, par sa face profonde, aux muscles tibial antérieur et long extenseur des orteils. Il est plus mince dans sa partie postérieure, là où il recouvre les muscles gastrocnémien et soléaire.
Par sa face profonde il s'attache au bord antérieur de la fibula par le septum intermusculaire antérieur de la jambe et au bord latéral de la fibula par le septum intermusculaire postérieur de la jambe.
Au niveau du bord postérieur du tibia, de sa face profonde le septum intermusculaire transverse de la jambe rejoint la fibula pour séparer les loges crurales postérieures superficielle et profonde.
Sa partie inférieure est renforcée par les rétinaculums inférieur et supérieur des muscles fibulaires et par le rétinaculum des muscles fléchisseurs du pied.